# Kisses (groupe)
Pour les articles homonymes, voir Kisses.
Kisses est un groupe américain, originaire de Los Angeles, Californie, formé en 2010, composé du duo Jesse Kivel et Zinzi Edmundson,, qui fabrique une musique mélangeant synthpop, pop et musique électronique. Leur premier album, The Heart Of The Nightlife, sort en 2010. Il est suivi par Kid In LA, en 2013.

## Biographie
Jesse Kivel grandit à Princeton Street, Santa Monica, en Californie, tandis que Zinzi Edmundson grandit à Providence (Rhode Island). Pendant les années scolaires de Kivel, lui, ainsi que son frère Matt et un ami proche, se lancent dans la composition musicale et créent Princeton en 2005. L'année suivante, Kivel devient le petit copain d'Edmundson, actuellement connue pour ses contributions à Foam Magazine et à « Bon Appétit, C magazine, EvilMonito.com et Variety.com » Finalement, Kivel et Edmundson composent ensemble et forment le groupe Kisses en 2010.
Les relations de Kivel avec le producteur Alec R. Costandinos permettent la production et la distribution du premier single de Kisses, intitulé Bermuda au label Transparent Records en avril 2010, et People Can Do the Most Amazing Things. Kisses fait paraître d'autres EP dont Other Planets en téléchargement, et Midnight Lover  comme single promo au label This is Music. Other Planets est plus tard commercialisé sous format cassette en version limitée par Hornbuckle Records, en 2013.
Le 8 novembre 2010, Kisses fait paraître son premier album studio, The Heart of the Nightlife aux États-Unis au label This is Music. Kisses fait auparavant paraitre The Heart of the Nightlife au Royaume-Uni pratiquement un mois plus tôt, le 11 octobre 2010. Le 14 mai 2013, Kisses fait paraître un second album studio, Kids in L.A., par le biais du label Cascine aux États-Unis. Les deux albums paraissent également au Japon au label Rallye Records. The Heart of the Nightlife est paru au Japon en 2010 et Kids in L.A. le 17 avril 2013.
Kisses est classé 40e des 50 meilleures groupes en 2010 par NME. Depuis la parution de leur premier album, Kisses est reconnu par plusieurs publications dont Pitchfork, AllMusic, et Metacritic, généralement positivement.